# Deckungsgrad (Pensionskasse)
Der Deckungsgrad gibt bei Pensionskassen in der Schweiz darüber Auskunft, zu wie viel Prozent die Verpflichtungen einer Vorsorgeeinrichtung an einem bestimmten Stichtag mit Vermögenswerten gedeckt sind. Dabei existieren verschiedene Bestimmungsansätze, die sich primär darin unterschieden, welche Verpflichtungen im Deckungsgrad eingerechnet oder ausgegrenzt werden und nach welchem Prinzip diese berechnet werden. Im Allgemeinen wird zwischen dem technischen, ökonomischen und risikotragenden Deckungsgrad unterschieden.

## Gesetzliche Grundlagen
Nach Anhang zum Art. 44 der Schweizerischen Verordnung über die berufliche Alters-, Hinterlassenen und Invalidenvorsorge (BVV 2) wird damit das Verhältnis zwischen Nettovermögen zu Marktwerten und versicherungstechnischen Verpflichtungen bezeichnet. Bei der Bewertungsmethodik der Verpflichtung muss dabei gemäss Fachrichtlinie 2 der Kammer der Pensionskassenexperten der Grundsatz der Stetigkeit berücksichtigt werden. Sowohl der technische als auch der ökonomische Deckungsgrad können als gesetzliche Deckungsgrade im Sinne von Art. 44 betrachtet werden, solange der Grundsatz der Stetigkeit der Bewertung gewährleistet ist.

## Technischer Deckungsgrad
Der technische Deckungsgrad zeigt das Verhältnis zwischen Nettovermögen und versicherungstechnisch bewerteten Verpflichtungen. Zur Diskontierung der Verpflichtungen wird der technische Zins einer Vorsorgeeinrichtung verwendet. Die zwischen Pensionskassen unterschiedlichen technischen Zinssätze resultieren in einer uneinheitlichen Bewertung der Rentnerverpflichtungen und erschweren dadurch den Vergleich zwischen verschiedenen Pensionskassen.

## Ökonomischer Deckungsgrad
Nach dem ökonomischen Deckungsgrad werden beide Seiten der Bilanz nach gleichen Methoden bewertet. Insbesondere werden fixe Verpflichtungen, wie die laufenden Renten, mit risikogerechten Marktzinssätzen diskontiert. Der ökonomische Deckungsgrad beantwortet die Frage, ob die versprochenen und vorgesehenen Leistungen im Zeitpunkt der Bewertung durch Kapital abgedeckt sind.

## Risikotragender Deckungsgrad
Die Berechnung des risikotragenden Deckungsgrads erfolgt in zwei Schritten: Erstens werden die fixen Rentenverpflichtungen einheitlich anhand der aktuellen Marktzinssätze bewertet und vom vorhandenen Vorsorgevermögen abgezogen. Hieraus resultiert das für die Deckung der Ansprüche der aktiven Versicherten verfügbare Vorsorgevermögen. Zweitens wird dieses den aktiven Versicherten verbleibende Vorsorgevermögen ins Verhältnis zur Freizügigkeitsleistung gesetzt. Der risikotragende Deckungsgrad dient als Mass für die Risikobelastung der Risikoträger.